# Ninfalinos
Ninfalinos (Nymphalini) é uma tribo de lepidópteros do clado Rhopalocera da família Nymphalidae, que inclui diversas espécies de borboletas comuns, entre as quais as almirantes, borboletas anguladas, borboletas-vírgula e cascos-de-tartaruga. A tribo constitui um grupo monofilético agrupando borboletas do hemisfério norte, caracterizadas por terem as asas com um contorno irregular, por vezes com chanfros profundos, e pela sua capacidade de sobrevivência durante os meses invernais em diapausa obrigatória (hibernação). Durante a hibernação escondem-se em cavidades dos troncos das árvores, rochas e em aberturas de edifícios. A marca distintiva destas borboletas é o padrão discreto de máculas acinzentadas e acastanhadas, com carácter de camuflagem, da face ventral das suas asas, o qual serve para tornar difícil a localização da borboleta durante a fase de hibernação, confundindo a cor e padrão das asas fechadas com o substrato onde pousam.

## Géneros
O grupo inclui os seguintes géneros (listados alfabeticamente):
- Aglais Dalman, 1816 – tortoiseshells
- Antanartia Rothschild & Jordan, 1903 – espécies de almirantes-vermelhas africanas
- Araschnia Hübner, 1819
- Colobura Billberg, 1820
- Hypanartia Hübner, 1821 –
- Inachis – European Peacock (frequentemente incluído no género Aglais)
- Kaniska Moore, 1899 – almirante-azul (em geral incluído no género Polygonia)
- Mynes Boisduval, 1832
- Nymphalis Kluk, 1781 – asas-de-anjo, casco-de-tartaruga
- Polygonia Hübner, 1819 – borboletas-anguladas, borboletas-vírgula
- Pycina Doubleday, 1849 (incluído provisoriamente aqui)
- Smyrna Hübner, 1823
- Symbrenthia Hübner, 1819 –
- Vanessa Fabricius, 1807 – almirantes-vermelhas, kamehameha, damas

O género monotípico Tigridia é por vezes incluído neste grupo como um taxon basal, aparentado com o género Colobura, embora em geral seja colocado na tribo Coeini.
Os seguintes géneros são apenas conhecidos pelo registo fóssil:
- †Jupitella Carpenter, 1985
- †Mylothrites Scudder, 1875